# Olimpijada (kraljica)
Olimpijada (grč. Ὀλυμπιάς oko 375. pr. Kr. - 316. pr. Kr.), žena Filipa II. Makedonskog i majka Aleksandra Velikoga.  

## Podrijetlo
Olimpijada je bila kći Neoptolema I., kralja plemena Molosa u Epiru. Plutarh u svom djelu Moralia navodi da se isprva zvala Poliksena, a zatim je promijenila ime u Myrtale. Kasnije je nazvana Olimpijadom, možda u čast Filipove pobjede na Olimpijskim igrama 356. pr. Kr. 

## Brak s Filipom
Nakon smrti Neoptolema I. 360. pr. Kr., Molosi i Makedonci su postali saveznici. Savez se učvrstio brakom Olimpijade i Filipa II. 357. pr. Kr. 
Brak nije tekao glatko. Filip je bio nestalan, a Olimpijada strastvena i zapovjedničke prirode. 337., nakon što je Filip oženio Kleopatru (kasnije zvanu Euridika), Makedonku visokog roda i Atalovu nećakinju, Olimpijada i njen sin Aleksandar otišli su u Epir njenom bratu Aleksandru I., a vratili su se u Makedoniju tek nakon što je Filip II. ubijen sljedeće godine. Zatim je naredila da se ubije Euridika i njeno novorođenče kako ništa ne bi prijetilo Aleksandrovoj vladavini.

## Političko djelovanje
Imala je velik utjecaj i moć u Makedoniji, često se prepirući s regentom Makedonije tijekom Aleksandrovog osvajanja Azije Antipatrom. Nakon Antipatrove smrti 319. pr. Kr., njegov nasljednik Poliperhon pozvao je Olimpijadu da bude regentica svome unuku Aleksandru IV., sinu Aleksandra Velikoga. Odbijala je poziv sve do 317 pr. Kr., kada je Antipatrov sin Kasandar na mjesto kralja Makedonije postavio Filipa III, maloumnog sina Filipa II. Makedonska vojska podržala je njen povratak. Naredila je ubojstvo Filipa III. i njegove žene, Kasandrovog brata, i oko stotinu njihovih pristaša. 
Zauzvrat, Kasandar je ušao u Makedoniju i postavio opsjedu u Pidni, gdje se Olimpijada predala 316. pr. Kr. Makedonski sud osudio ju je bez saslušanja, a njeni krvnici bili su rod ljudima koje je dala ubiti.

## U popularnoj kulturi
- Angelina Jolie utjelovila je kraljicu Olimpijadu u filmu Aleksandar Olivera Stonea iz 2004. godine.